# Mitchell Santner
Mitchell Josef Santner (nacido el 5 de febrero de 1992) es un jugador de críquet de Nueva Zelanda. En noviembre de 2020, Santner capitaneó a Nueva Zelanda por primera vez en un partido internacional, liderando al equipo en el tercer partido de Twenty20 International (T20I) contra las Indias Occidentales. El 02 mayo 19, fue uno de los veinte jugadores a los que New Zealand Cricket les otorgó un nuevo contrato para la temporada 2018-19.

## Trayectoria deportiva
El 9 de junio de 2015, Santner hizo su debut en One Day International con Nueva Zelanda contra Inglaterra. Hizo su debut en el Twenty20 International contra Inglaterra el 23 de junio de 2015. El 27 de noviembre de 2015, Santner hizo su debut en Test Cricket contra Australia.
En noviembre de 2019, mientras jugaba contra Inglaterra, Santner anotó sus primeras cien carreras de Test Cricket. Su asociación de 261 carreras con BJ Watling se convirtió en la séptima asociación de wicket más alta de la historia para Nueva Zelanda en Test Cricket. En agosto de 2021, Santner fue incluido en el equipo de Nueva Zelanda para la Copa del Mundo ICC Men's Twenty20 de 2021.